# 王暕
王暕（477年—523年12月14日），字思晦，琅邪郡臨沂人。出自琅邪王氏，王儉之子。
生於宋順帝昇明元年（477年），“風神警拔，有成人之度。”二十歲時娶淮南長公主。任昉《為蕭揚州薦薦士表》稱：“竊見秘書丞琅玡臣王暕，年二十一，字思晦，七葉重光，海內冠冕。神清氣茂，允迪中和。”
梁武帝普通四年十一月甲辰（523年12月14日）卒。有子王训、王承、王稚、王訏。

## 延伸阅读
[在维基数据编辑]
 《梁書·卷21》，出自姚思廉《梁書》